# Ortachne
Genre
Ortachne  est un genre de plantes monocotylédones de la famille des Poaceae (graminées), sous-famille des Pooideae, originaire d'Amérique latine, qui comprend trois espèces.

## Liste d'espèces
Selon World Checklist of Selected Plant Families (WCSP) (4 juillet 2017) :
- Ortachne breviseta Hitchc. (1927)
- Ortachne erectifolia (Swallen) Clayton (1985)
- Ortachne rariflora (Hook.f.) Hughes (1923)